# Marcantonio e Cleopatra
Marcantonio e Cleopatra és una pel·lícula muda històrica italiana del 1913 dirigida per Enrico Guazzoni, protagonitzada per Gianna Terribili-Gonzales, Amleto Novelli i Ignazio Lupi. La pel·lícula és una adaptació de l'obra de teatre de William Shakespeare del mateix títol, amb inspiració també extreta d'un poema de Pietro Cossa.
La pel·lícula es va estrenar als EUA. com a Mark Antony and Cleopatra, i a Alemanya com a Die Herrin des Nils. La pel·lícula encara existeix avui dia. Té una longitud de 2000 metres i és dividida en 6 parts.

## Repartiment
- Gianna Terribili-Gonzales - Cleòpatra
- Amleto Novelli - Marc Antoni
- Ignazio Lupi - Octavi Cèsar August
- Elsa Lenard - Octàvia
- Matilde Di Marzio - L'esclava Agar
- Ruffo Geri - El cap dels conjurats
- Ida Carloni Talli - La bruixa
- Bruto Castellani
- Giuseppe Piemontesi